# San Agustín (Honduras)
San Agustín es un municipio del departamento de Copán en la República de Honduras.

## Toponimia
Su nombre es en honor a Agustín de Hipona, santo de la iglesia católica.

## Límites
La cabecera está situada en la falda oriental de la Montaña de La Entrada o Montaña de La Cumbre.
| Orientación | Límite                                  |
| ----------- | --------------------------------------- |
| Norte       | Municipio de Concepción, Copán          |
| Sur         | Municipio de La Unión, Copán            |
| Sur         | Municipio de Cucuyagua, Copán           |
| Este        | Municipio de Santa Rosa de Copán, Copán |
| Oeste       | Municipio Santa Rita, Copán             |

## Historia
En la División Política Territorial de 1896 figuraba como una Aldea de Santa Rosa; le dieron categoría de Municipio el 6 de mayo de 1930, su inauguración se verificó el 1 de agosto de 1930, el 12 de noviembre de 1940 formaba parte del Distrito de Santa Rosa; en 1957 se devolvió la autonomía Municipal.

## División Política
Aldeas: 4 (2013)
Caseríos: 
| Código | Aldea                                |
| ------ | ------------------------------------ |
| 041401 | San Agustín (cabecera del municipio) |
| 041402 | Cerro Negro                          |
| 041403 | El Descombro                         |
| 041404 | Granadillal                          |